# Steingrubenkogel
Le Steingrubenkogel est une montagne culminant à 2 633 m d'altitude dans les Alpes de Stubai.

## Géographie
Le Steingrubenkogel se situe dans le chaînon du Kalkkögel. Au sud se trouve le Kleine Ochsenwand et au nord-est, le Schlicker Zinnen.

## Ascension
La voie la plus facile est le sentier balisé à l'est et au sud, appelé « crête est », d'une difficulté 1. Une autre voie très empruntée est le sentier au sud-ouest, appelé « crête ouest », d'une difficulté 2.
Les autres voies, comme une variante par la crête ouest et la face nord, sont plus difficiles.